# Liste der Naturdenkmale in Stühlingen
| Naturdenkmale | Anzahl |
| ------------- | ------ |
| FND           | 9      |
| END           | 5      |
| Gesamt        | 14     |

Die Liste der Naturdenkmale in Stühlingen nennt die verordneten Naturdenkmale (ND) der im baden-württembergischen Landkreis Waldshut liegenden Stadt Stühlingen. In Stühlingen gibt es insgesamt 14 als Naturdenkmal geschützte Objekte, davon 9 flächenhafte Naturdenkmale (FND) und 5 Einzelgebilde-Naturdenkmale (END).
Stand: 1. November 2016.

## Flächenhafte Naturdenkmale (FND)
| Name                                               | Bild | Kennung     | Einzelheiten | Position | Fläche Hektar | Datum         |
| -------------------------------------------------- | ---- | ----------- | ------------ | -------- | ------------- | ------------- |
| Der Burgfelsen in der Wutachschlucht               |      | 83371060009 | Stühlingen   | ???      | 0,0           | 13. Okt. 1949 |
| Feuchtwiesen Tandlekofen                           | BW   | 83371060004 | Stühlingen   | ⊙        | 2,3           | 27. Juni 1984 |
| Grabhügelgruppe, Landschaft um Wegkapelle          |      | 83371060006 | Stühlingen   | ???      | 0,0           | 13. Okt. 1949 |
| Landschaftliche Umgebung des Schlosses Hohenlupfen |      | 83371060010 | Stühlingen   | ???      | 9,7           | 13. Okt. 1949 |
| Riedwiesen und Flachmoor Zieleten                  | BW   | 83371060001 | Stühlingen   | ⊙        | 0,6           | 5. März 1980  |
| Riedwiesen Wissighofen                             | BW   | 83371060002 | Stühlingen   | ⊙        | 1,1           | 18. März 1980 |
| Schrennden                                         | BW   | 83371060005 | Stühlingen   | ⊙        | 2,3           | 29. Juni 1984 |
| Schuttkegel mit Sinterhöhle                        |      | 83371060007 | Stühlingen   | ???      | 0,2           | 13. Okt. 1949 |
| Teich im Altarm der Wutach                         | BW   | 83371060003 | Stühlingen   | ⊙        | 0,6           | 5. Nov. 1982  |
| Legende für Naturdenkmal                           |      |             |              |          |               |               |

## Einzelgebilde (END)
| Name                     | Bild | Kennung     | Einzelheiten | Position | Fläche Hektar | Datum         |
| ------------------------ | ---- | ----------- | ------------ | -------- | ------------- | ------------- |
| Alte Buche               |      | 83371060011 | Stühlingen   | ???      | 0,0           | 13. Okt. 1949 |
| Alte Linde               | BW   | 83371060013 | Stühlingen   | ⊙        | 0,0           | 13. Okt. 1949 |
| Dorflinde                | BW   | 83371060014 | Stühlingen   | ⊙        | 0,0           | 13. Okt. 1949 |
| Linde                    |      | 83371060012 | Stühlingen   | ???      | 0,0           | 13. Okt. 1949 |
| 1 Winterlinde            |      | 83371060008 | Stühlingen   | ???      | 0,0           | 13. Okt. 1949 |
| Legende für Naturdenkmal |      |             |              |          |               |               |